# Hrvoje Vejić
Hrvoje Vejić, né le 8 juin 1977 à Metković en Yougoslavie, est un footballeur croate évoluant actuellement à l'Hajduk Split au poste de défenseur central. Il a été international entre 2007 et 2009, jouant ainsi 5 matches sans marquer de but.